# حريملة
الحُرَيِمْلَة (الاسم العلمي: Gomphocarpus)، جنس نباتات من فصيلة الدفلية وصف لأول مرة على أنه جنس في عام 1810. وهو منتشر في معظم أنحاء إفريقيا، مع وجود عدد قليل من الأنواع المستوطنة في مناطق أخرى (من بينها شبه الجزيرة العربية).